# Bodo Witzke

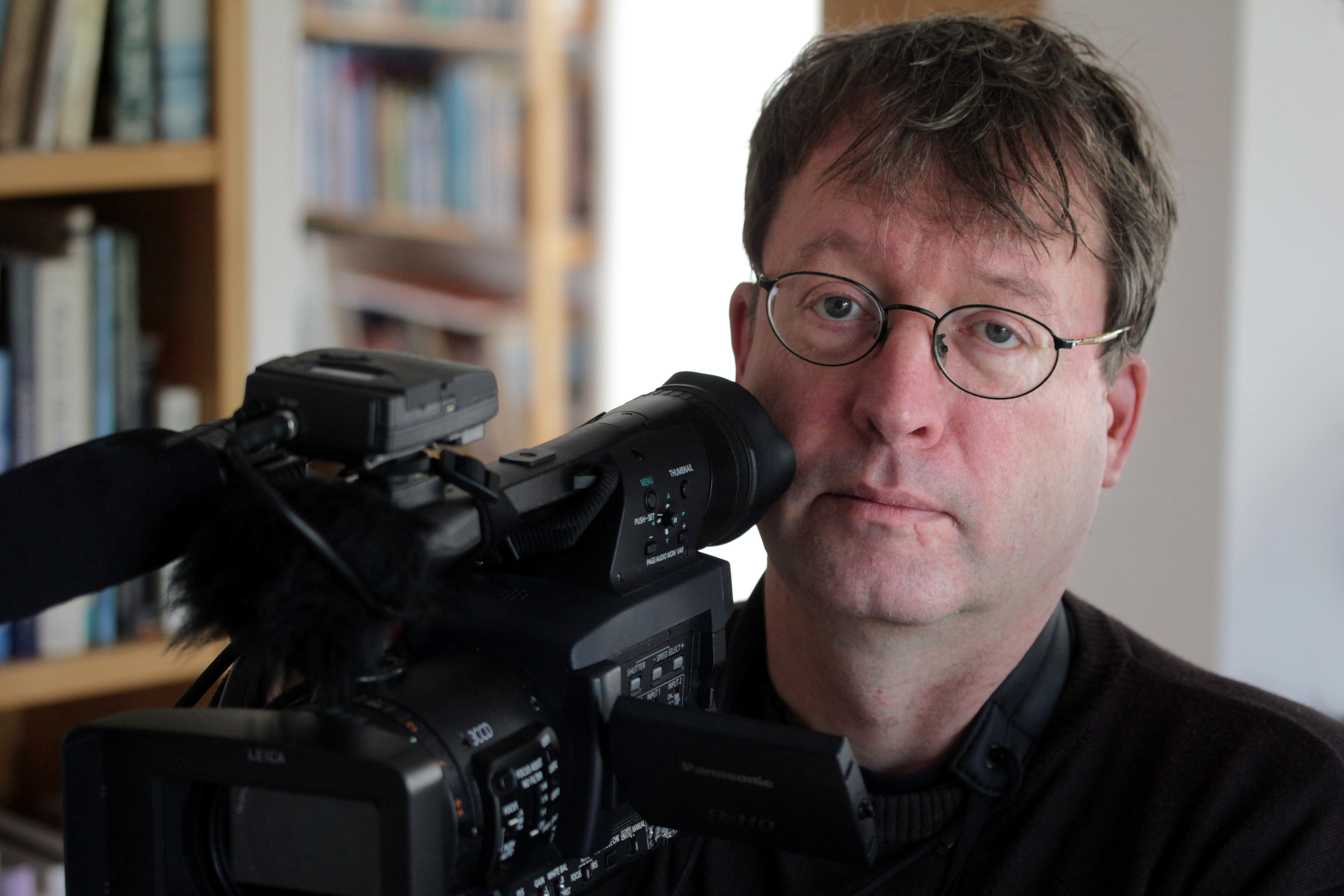
Bodo Witzke (2012)

Bodo Witzke (* 15. November 1955 in Krefeld) ist ein deutscher Fernsehjournalist, Dokumentarfilmer, Fotograf, Cartoonist und Buchautor.

## Biografie
Witzke wuchs in Krefeld auf, besuchte das Fichte-Gymnasium Krefeld, ist  Ingenieur der Phototechnik, absolvierte beim ZDF zuerst ein Schnitt- und dann ein Redaktionsvolontariat.
Für das ZDF, 3sat und ARTE produzierte er als Autor mehr als 70 Reportagen, Dokumentationen, Doku-Reihen und Dokumentarfilme zu gesellschafts-, entwicklungs- und umweltpolitischen Themen. Seine Dreh- und Vortragsreisen führten ihn nach Norwegen, Kolumbien, Russland, Pakistan, Afghanistan, Haiti, die USA etc. Er arbeitete u. a. für die ZDF-Reportage, ZDF-Zündstoff, 37 Grad etc. Immer wieder produzierte er außerhalb der klassischen Sendegefäße Einzel-Filme und Reihen für Sonder- oder Event-Programmierungen. Ein wichtiger Schwerpunkt seiner Arbeit als Autor lag ab 1999 in der Entwicklung mehrteiliger „dokumentarischer Filmerzählungen“ für das ZDF. Einige seiner neueren Filme hat er selbst gedreht. In seinen filmischen Arbeiten steht er den Ideen des Direct Cinema nahe.
Immer wieder hat er sich zu den Grundlagen des dokumentarischen Fernsehhandwerks in Publikationen und auf Fortbildungsveranstaltungen geäußert. Dabei beschäftigen ihn im Besonderen die Form der Reportage und die Dramaturgie des Authentischen auch im Feature, in Dokumentationen und Dokumentarfilmen, so wie die Auseinandersetzung mit den Arbeiten von Georg Stefan Troller und Hans-Dieter Grabe. Als Coach war er für zahlreiche Fernsehsender tätig, unter anderem für das afghanische Fernsehen RTA.
Neben den dokumentarischen Fernseharbeiten hat Witzke seine Fotografien und Cartoons in zahlreichen Ausstellungen gezeigt.
Er ist verheiratet, hat zwei Kinder und lebt bei Mainz.

## Preise
- 1989: Wilhelmine-Lübke-Preis des Kuratoriums Deutsche Altershilfe („Geh' so weit du kannst – alte Menschen in einer Tagesklinik“)
- 1993: Film- und Fernsehpreis des Hartmannbundes („Unter Mördern, Priestern und Vergessenen – deutsche Ärzte in Kolumbien“).
- 1994: XXI. Ekotopfilmfestival in Zilina/Slowakei: Preis des Gesundheitsministers der Slowakischen Republik. („Zündstoff: Vergiften wir unsere Kinder?“)
- 1994: XXI. Ekotopfilmfestival in Zilina/Slowakei, 1994: Erster Preis in der Kategorie Populärwissenschaftliches Programm („Zündstoff: Vergiften wir unsere Kinder?“)
- 1995: VII. Prix Leonardo/Parma: Ehrenurkunde, magna cum laude, Silbermedaille. („Zündstoff: Vergiften wir unsere Kinder“)
- 1995:  Journalistenpreis Entwicklungshilfe: Erster Preis in der Kategorie Fernsehen („Die Stimme der Gefolterten – Eine Reise mit amnesty international“)
- 1997: XXIII. Ekotopfilmfestival in Zilina/Slowakei: Preis der Vereinigung Industrielle Ökologie („Zündstoff: Risiko Elektrosmog“)
- 1997: VIII. Prix Leonardo/Parma: Ehrenurkunde, Bronzezertifikat. („Zündstoff: Risiko Elektrosmog“)
- 2001: Hugo-Junkers-Preis des Luftfahrt-Presse-Clubs („Frankfurt Airport“, Staffel 1)
- 2003: Ernst-Schneider-Preis. Nominierung in der Kategorie Fernsehen, Grosse Wirtschaftssendung („Torfnase und Blindflansch“)
- 2012: „Ausdrücklich lobende Erwähnung“ beim Publizistikpreis Senioren für den Zweiteiler „Reise ins Vergessen – Leben mit Alzheimer“
- 2013: Akademie für Fernsehen, Nominierung in der Kategorie: „Fernsehjournalismus“ (für den Zweiteiler der Demenz-Langzeitbeobachtung „Die Briems – Ich bin für Dich da“ und „Die Briems – Du bist mein Ein und Alles“)

## Filme
(Auswahl)
- 1985: Ronny, Wiebke und die anderen. Über junge Arbeitslose berichten Bernd Wiegmann und Bodo Witzke
- 1986: Annegret Baldus – mit 21 ins Altersheim
- 1988: Hilfe aus dem Sammelsack. Über Altkeiderspenden berichten Ursula Scheicher und Bodo Witzke
- 1988: Ali Ali Oglu – ein deutscher Karatemeister
- 1988: Studium auf Pump
- 1988: Niemand tanzt ein Leben lang
- 1989: Giftsucher. Über den Kampf gegen Umweltgefahren berichtet Bodo Witzke
- 1989: Geh’ so weit du kannst – alte Menschen in einer Tagesklinik
- 1990: Bruder Lukas und Pimann, der Penner
- 1990: Kein Platz für Kinder. Über die Kindergartenmisere berichtet Bodo Witzke
- 1991: Die Roßkur. Über das Gesundheitswesen Ostdeutschlands berichtet Bodo Witzke
- 1991: Die Kinder von Bitterfeld
- 1991: Immer nur herumgedoktert. Pflegenotstand – Skandal ohne Ende?  (zusammen mit Ursula Scheicher)
- 1992: … und raus bist Du. Über Vietnamesen in Ostdeutschland berichtet Bodo Witzke
- 1993: Unter Mördern Priestern und Vergessenen. Über deutsche Ärzte in Kolumbien berichtet Bodo Witzke
- 1994: „Früher hieß es: Sterben“. Über deutsche Hilfe für russische Krebskinder berichtet Bodo Witzke
- 1994: Vergiften wir unsere Kinder?  (mit Gabriele Ammermann)
- 1995: Jacquelines Tod. Über einen Pater bei den „Wegwerf-Menschen“ berichtet Bodo Witzke
- 1995: Die Stimme der Gefolterten. Eine Reise mit amnesty international
- 1996: Risiko Elektrosmog?  (mit Gabriele Ammermann)
- 1996: Warum riskiert Alfred Welker sein Leben in Agua Blanca?
- 1996: Unterm Hammer. Über das Geschäft mit der Pleite berichtet Bodo Witzke
- 1997: Zeugen des Terrors
- 1998: „Wir sind alle Menschenfresser.“ Georg Stefan Troller und seine Personenbeschreibungen
- 1999: Frankfurt Airport, Staffel 1 (mit Ulli Rothaus)
  1. Flughöhe Null
  2. Damen aus Bogota
  3. Das Wiehern am Himmel
  4. Gletscher im Glas
  5. Hin und weg
- 2000: Frankfurt Airport, Staffel 2 (mit Ulli Rothaus)
  1. Bombe oder Schminke
  2. Kokain in Bauch
  3. Fliegende Fische
  4. Wenn Götter reisen
  5. Krach in der Nacht
- 2001: „Kannst Du damit leben?“ Von Köchen und fliegenden Fischen (mit Ulli Rothaus und Jürgen Rapp)
- 2002: Hamburger Hafen (mit Ulli Rothaus)
  1. Der Kanal ist voll
  2. Ein Käpt’n für die Südsee
  3. Heisse Ware
  4. Kein Cash am Kai
  5. Ententanz in der Karibik
- 2002: „Torfnase und Blindflansch“. Mit Manni und Peter im Hamburger Hafen. (mit Ulli Rothaus u. a.)
- 2002: „Ich muss nicht Angst vor Bomben haben.“ Der Dokumentarfilmer Hans Dieter Grabe
- 2004: Das Bahnhofsviertel (mit Ulli Rothaus)
  1. Rotes Licht und grüne Soße
  2. Hähnchen im Puff
  3. Leben in der Wundertüte
  4. Die Königin vom Kaisersack
- 2005: Das Engelchen vom Kaisersack (mit Ulli Rothaus)
- 2006: Ostsee-Geschichten (mit Ulli Rothaus)
  1. Voll am Anschlag
  2. Musical und Feuerqualle
  3. Seestern für Uschi
  4. Griff nach den Sternen
- 2007: Trolle, Fjorde und ein Postschiff (mit Ulli Rothaus)
  1. Auf zu den Lofoten
  2. Jenseits des Nordkap
- 2008: Ein Spaziergang durch Kabul
- 2009: Die ZDF-Quatschboxx: „Was ist eigentlich … typisch deutsch?“
- 2011: Reise ins Vergessen. Leben mit Alzheimer (mit Uta Claus) – zweiteiliger Dokumentarfilm
- 2011: Hartmut, Krista und das Vergessen (mit Uta Claus)
- 2012: „Du bist mein Ein und Alles“. Pflege zwischen Liebe und Bankrott
- 2013: Die Briems
  1. „Ich bin für Dich da“
  2. „Du bist mein Ein und Alles“

## Veröffentlichungen
- Happy Birthday. Düsseldorf. Bastei-Lübbe 1989 (Cartoonbuch)
- Kleines Lexikon der Liebe. Düsseldorf Econ 1992 (Cartoonbuch)
- Bruder Lukas und Pimann, der Penner. / … und raus bist du.  / Die Kinder von Bitterfeld. / Unter Mördern, Priestern und Vergessenen. In: Blank, Rudolf (Hrsg.) Im Abseits der Städte. Düsseldorf. Econ 1994
- Vergiften wir unsere Kinder? Umweltgifte als Gefahren des Alltags. München. Heyne 1996 (zusammen mit Gabriele Ammermann)
- Primetime, Niches and the art of keeping one’s balance. In: Prix Italia. The Quest For Television Quality: The Documentary. Neapel 1996
- „Wir sind alle Menschenfresser“. Georg Stefan Troller und die Liebe zum Dokumentarischen. St. Augustin. gardez!-Verlag 1999/Neuauflage 2012 Norderstedt (Herausgeber und Autor zusammen mit Susanne Marschall)
- Thiemo kommt allein nach Haus. Hamburg. Carlsen 2000 (Pixi-Buch mit Zeichnungen von Susanne Krauß)
- Die Fernsehreportage. Konstanz, UVK 2003/überarbeitete Neuauflage 2010 (zusammen mit Ulli Rothaus)
- Stoffe müssen geknetet werden. Heiner Gatzemeier und Bodo Witzke, ZDF. In: Wolf, Fritz: Alles Doku – oder was? Über die Ausdifferenzierung des Dokumentarischen im Fernsehen. Düsseldorf, LfM 2003
- Die Doku-Soap. In: Ordolff, Martin: Fernsehjournalismus. Konstanz 2005
- Dokumentarfilm, Dokumentation, Feature. In: Ordolff, Martin: Fernsehjournalismus. Konstanz 2005 (zusammen mit Martin Ordolff)
- „Ich muss nicht Angst vor Bomben haben.“ Der Dokumentarfilmer Hans-Dieter Grabe. Remscheid 2006
- Klein-Winternheim. Ein fotografisches Bilderbuch. Norderstedt 2007
- Mrs. Brickhouse ist eine Geschichte!  / Vom Rohmaterial zum Film. / Schnitttechnik. / Das Problem mit den Skrupeln. / Schmutziges Schneiden. In: Streich, Sabine: Videojournalismus. Ein Trainingshandbuch. Konstanz 2008
- Doku-Soap und Dokumentarisches Arbeiten. In: Hellemeier, André: Dokumentarisches Fernsehen in Deutschland. Saarbrücken 2010
- Zehn Thesen zum Storytelling … aus Sicht eines Zuschauers mit einem gewissen Thrillfaktor und einem leistungsfähigen Satellitenanschluss. Arbeitspapier zur Dramaturgie von journalistischen Fernsehformaten, 2014. Abgerufen am 17. April 2017
- Klein-Winternheim von oben. (Fotobuch mit Drohnenaufnahmen). Norderstedt 2020. ISBN 978-3-7519-5257-6
- Totholz und Wunderland. (Fotobuch). Norderstedt 2021. ISBN 978-3-7534-2520-7
- Steinkauz, Amsel und Co., Natur in Rheinhessen. Ein Fotobuch von Bodo Witzke und dem NABU Mainz und Umgebung. Norderstedt 2021. ISBN 978-3-7534-2168-1
- Der Haybach und sein Potential. Ein Fotobuch mit Anmerkungen von Ute Granold, Matthias Becker, Doris Leininger-Rill, Irene Wellershoff (in Zusammenarbeit mit der Lokalen Agenda Klein-Winternheim). Norderstedt 2021. ISBN 978-3-7543-4505-4.
- Zusammen mit Irene Wellershoff: Schau mir in die Augen! Skulpturen und Fotografie. Norderstedt 2021. ISBN 978-3-7543-1635-1
- Da war doch was ... Historisches Rheinhessen in der Verbandsgemeinde Nieder-Olm. Zum 50-jährigen Jubiläum der VG Nieder-Olm. Ein Fotobuch von Bodo Witzke und der Lokalen Agenda Klein-Winternheim. Norderstedt 2022. ISBN 978-3-7568-0229-6
- Hiwwelland. Spaziergänge im Tal und auf den Hügeln um das rheinhessische Klein-Winternheim. Fotobuch. Norderstedt 2024. ISBN 978-3-7583-8322-9
- Stadecken-Elsheim – das „alte Dorf“. Norderstedt 2024. ISBN 978-3-7597-6130-9 (zusammen mit dem Geschichts- und Heimatverein Stadecken-Elsheim e.V.)